# Theodor Prachensky

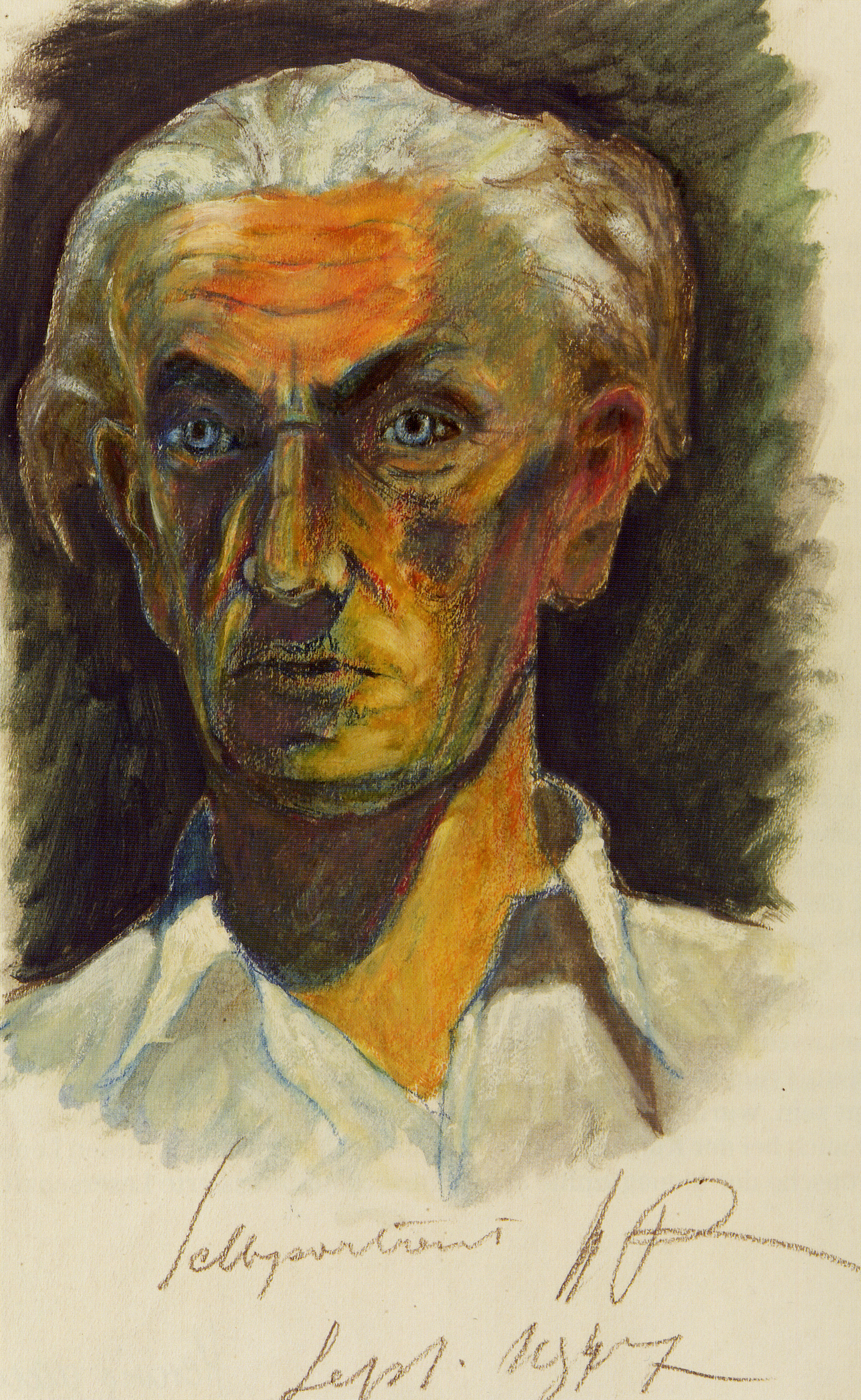
Theodor Prachensky (Selbstporträt)

Theodor Prachensky (* 7. Juni 1888 in Innsbruck; † 23. Februar 1970 ebenda) war ein österreichischer Architekt und Maler. Er zählt mit seinem Bruder Wilhelm Nikolaus Prachensky und Lois Welzenbacher, Clemens Holzmeister, Franz Baumann sowie Siegfried Mazagg zu den maßgebenden Architekten der Zwischenkriegszeit in Tirol. Neben seiner hauptberuflichen Tätigkeit als Architekt widmete er sich der Malerei und schuf auch in diesem Genre ein weit über die Grenzen der Region hinaus beachtetes Werk.

## Biografie
Theodor Prachensky kam 1888 als Sohn des deutsch-böhmischen Schriftsetzers Josef Filipp Prachensky und dessen Ehefrau Maria Ursula Prachensky geborene Rehbichler in Innsbruck-Hötting zur Welt. Er war das zweite von drei Kindern, seine ältere Schwester Emmy wurde 1886 und sein jüngerer Bruder Wilhelm Nikolaus 1898 geboren. Die Mutter hatte Kitzbüheler Wurzeln. Der Vater war nicht nur ein besonders guter Sänger, sondern auch ein engagiertes Mitglied in der sozialdemokratischen Bewegung. Das führte dazu, dass sich Theodor Prachensky in seinem späteren Beruf als Architekt für soziale Bauvorhaben nicht nur besonders einsetzte, sondern sich auch spezifischer Bauaufgaben und Projekte der Sozialdemokraten annahm (z. B. Volkshaus Innsbruck). Theodor Prachensky war durch die Parteizugehörigkeit seines Vaters auch in ideologischer Hinsicht beeinflusst und notierte in einer Autobiografie (in Familienbesitz): „1914: Der Erste Weltkrieg begann. 1915 wurde ich Soldat und zwar als Einjährig-Freiwilliger beim 1. Regiment der Tiroler Kaiserjäger. Durch meine politische Einstellung, auch war ich schon Vater, hatte ich für militärische Ambitionen nichts übrig ... Begeisterter Soldat war ich nie. Gott sei bedankt, ich hatte mir durch das viele Berglaufen ... eine Herzerweiterung geholt, welche mir das Leben rettete … Auf einmal waren die Nazi da, zur Freude meiner Buben und fanatischen Schwager Franzl [Baumann, Anm.]. Ich stand der Sache skeptisch gegenüber, was mir den Vorwurf meiner Lieben brachte ... Als etwas geschulter Politiker ... sah ich frühzeitig ein, dass der Führer zum Krieg drängt. Prompt ist er auch eingetroffen.“
Theodor Prachenksy absolvierte die Staatsgewerbeschule Innsbruck, Abt. Höhere Baufachschule. Von 1909 bis 1911 arbeitete er in Meran bei Musch & Lun. 1912 nahm er erstmals an einem Architekturwettbewerb teil – an jenem zur Verbauung der Zelgergründe in Innsbruck – und sorgte mit seinem Beitrag auf Anhieb für Aufsehen. Den folgenden beruflichen Durchbruch begleiteten seine Heirat mit Maria Baumann (Schwester von Architekt Franz Baumann), seine Familiengründung und nicht zuletzt der Bau des Hauses Prachensky am Innsbrucker Bergisel.
Unter den schlechten wirtschaftlichen Voraussetzungen der Zeit nach dem Ersten Weltkrieg gestalteten Theodor Prachensky und Jakob Albert für das Stadtbauamt von Innsbruck bis zum Ausbruch des Zweiten Weltkriegs 1919/1920 ein Wohnhaus in der Rosegger-Straße, 1922–1925 den Schlachthofblock, 1926/1927 den Pembaurblock, 1927–1929 den Mandelsbergerblock, 1930 die Wohnanlage an der Rudolf-Greinz-Straße und 1930–1932 den Sennblock, nachdem mehrere Anläufe, in den östlichen Stadtteilen von Innsbruck Einfamilien- bzw. Reihenhaussiedlungen im großen Stil zu planen, zu keinen nachhaltigen Ergebnissen geführt hatten.
In der Zeit des Nationalsozialismus stand Prachensky 1939–1945 im Kriegsdienst, stellte aber auch 1940, 1942 und 1944 auf den Innsbrucker Gau-Kunstausstellungen aus, wo er 1942 er den 1. Preis für Grafik erhielt. Auch publizierte er 1939/1940 zu seinen Kriegserlebnissen, versehen mit eigenen Illustrationen, im nationalsozialistischen Periodikum Bergland, Illustrierte alpenländische Monatsschrift.

## Pembaurblock

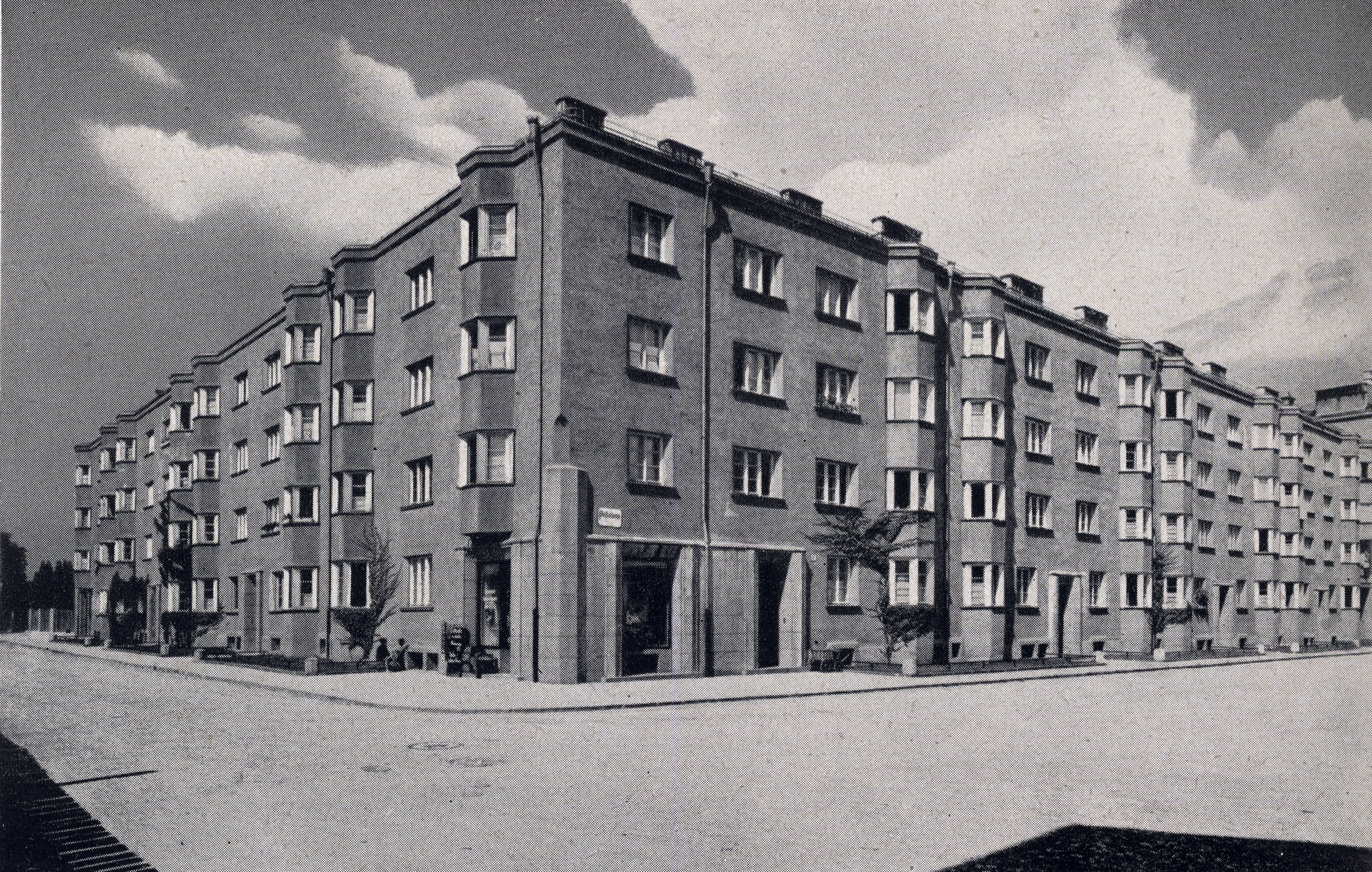
Pembaurblock 1

Dem Schlachthofblock im Saggen folgte die Ausführung des Pembaurblocks in Pradl (1926/1927). Bei den Kleinwohnungen des Typs A gelangten die Architekten Jakob Albert und Theodor Prachensky zu eleganteren Grundrisslösungen als zuvor: Sie legten Wohnküchen mit Loggien an der Seite des Hofes und zwei ca. gleich große Zimmer in Richtung zur Straße an. Darüber hinaus nahmen sie einen Bauteil, der in Innsbruck eine lange Tradition hat, konsequenter als zuvor in ihre Konzeptionen auf: den Erker. Diese Vorbauten übernehmen die Aufgabe, die Straßenfronten zu rhythmisieren und den Bewohnern einen guten Einblick in den Straßenraum zu gewährleisten. Als Meisterwerk des Innsbrucker sozialen Wohnbaus kann die Gestaltung des Innenhofs des Pembaurblocks betrachtet werden.

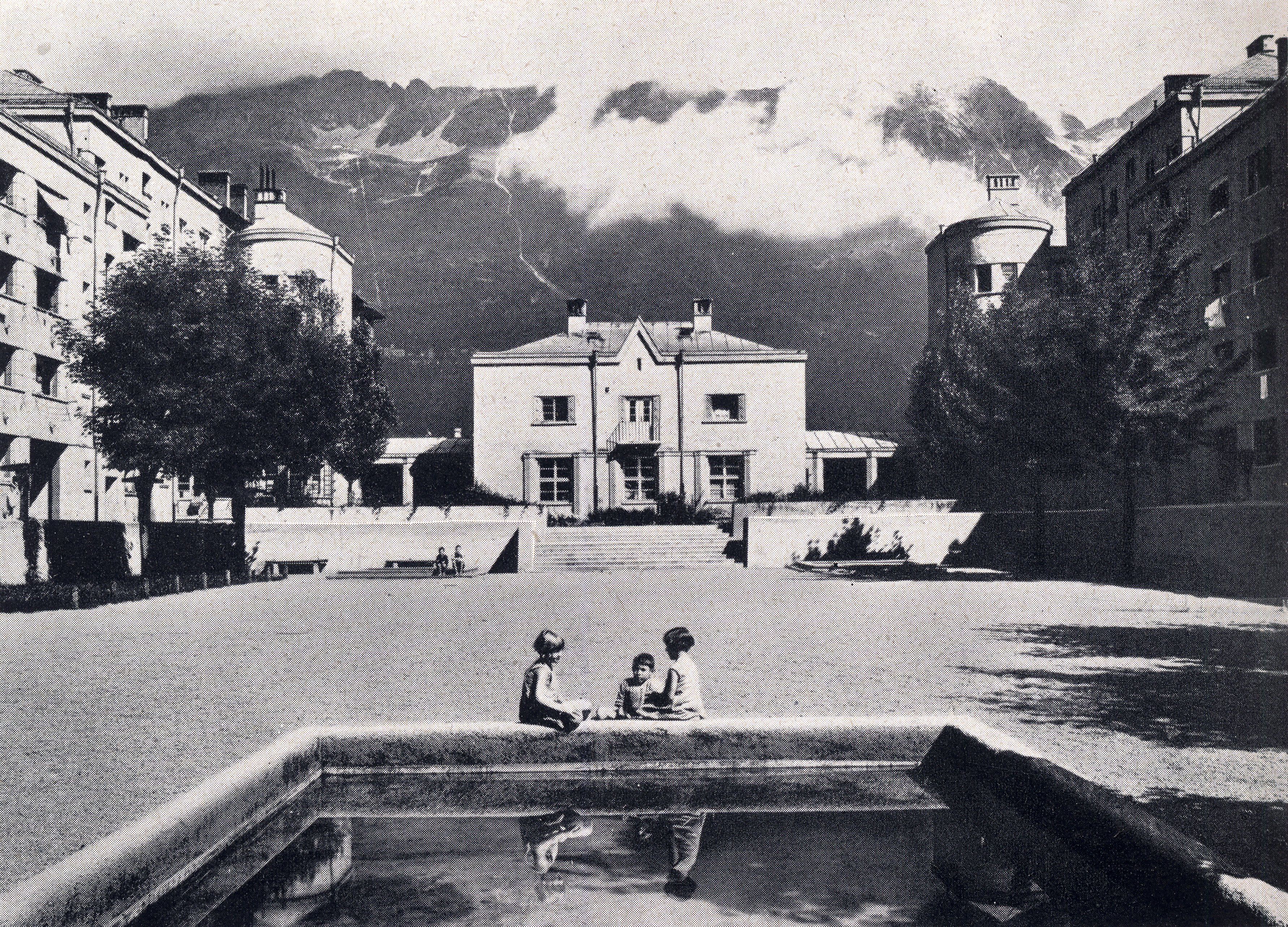
Pembaurblock 2

Die Architekten legten im Zentrum des Hofraums ein abgesenktes Terrain an, das von einer schützenden Mauer eingefasst wurde. Da der tiefer liegende Bereich vor allem den Kindern als Spielplatz zugedacht war, wurde er mit einem Sandbecken bzw. Bassin ausgestattet. An der Nordseite des Hofs wurde das Niveau höher gelegt und hier das Gebäude einer Mutterberatungsstelle (heute ebenfalls Kindergarten) platziert. Der einstöckige Bau wird seitlich von zwei abgerundeten, vierstöckigen Türmen flankiert. Die beiden Bauteile mit vertikaler Ausrichtung schließen den Pembaurblock zur Nordkette hin ab. In jedem ihrer Stockwerke befindet sich ein Zimmer in besonders schöner Aussichtslage, von dem aus der gesamte Hofraum überblickt werden kann. Die meisterhafte Inszenierung dieser Innenhof-Situation wurde sofort nach der Fertigstellung des Blocks erkannt. Eine aus der Entstehungszeit stammende Fotografie mit drei am Planschbeckenrand sitzenden Kindern zeigt die Innenhof-Landschaft mit dem Panorama der sich hinter dem Block erhebenden Nordkette mit Seegrube und Hafelekar. Die Architekten hatten es also als fundamentalen Bestandteil der Wohnatmosphäre in diesem Block betrachtet, die vierte Seite des Hofs nicht in gleicher Höhe zu verbauen, sondern die Sicht auf die Innsbrucker Hausberge in ihr „Wohnbaukonzept Pembaur-Straße“ zu integrieren (die Verbauung fand erst in späterer Zeit statt). Dem Wohnblock sollten noch viele folgen, u. a. der Mandelsbergerblock, in dessen Umfeld Theodor Prachensky ebenfalls ein (nicht realisiertes) Kindergartenprojekt entwarf.

## Kindergarten- und Schulbauten
In den Jahren von 1929 bis 1931 schuf Theodor Prachensky gemeinsam mit seinem Schwager Franz Baumann die noch heute so bezeichnete „Hauptschule Hötting“. Dem Bauvorhaben ging ein Wettbewerb voraus, bei dem anfänglich Theodor Prachensky als Sieger hervorging. Er hatte ein zweites Projekt gemeinsam mit seinem Schwager Franz Baumann eingereicht, das mit dem zweiten Preis ausgezeichnet wurde. Auch diese Schule sollte anfänglich größer dimensioniert werden und einen Bauteil für Mädchen- und einen für Buben umfassen. Nachdem die Finanzierung dafür aber nicht gesichert werden konnte, mussten die beim Wettbewerb eingereichten Projekte überarbeitet werden. Unter den neuerlich eingereichten Projekten war das von Theodor Prachensky und Franz Baumann gemeinsam gestaltete erfolgreich und wurde umgesetzt.
Die hohe Qualität des dreigeschossigen Baukörpers, dessen geometrische Form aus Quadern zusammengesetzt ist, liegt vor allem in den klaren Linienführungen und dem ruhigen, geordneten Verlauf der Fassaden begründet. Die horizontalen Strukturen lösen die Flächen des großen Volumens auf und geben dem eher großen Baukörper ein elegantes Aussehen. Die aus der Ecksituation herausfließenden Stufen, welche das Straßenniveau mit dem um 2,70 m höher liegenden Erdgeschoss verbinden, und die darüber als Eingangsüberdachung auskragende Betonplatte laden den Besucher förmlich zum Eintreten ein. Ein weiteres bemerkenswertes Detail dieses Baues ist, dass alle Erschließungswege im Inneren zum Licht hinführen und auch alle Klassenzimmer vom Licht durchflutet sind. Helligkeit, Zweckmäßigkeit und Schlichtheit sind die Prinzipien, auf denen das architektonische Konzept für diesen Schulbau aufbaut. Damals war die Hauptschule ein relativ neuer Pflichtschultyp in Österreich, und das Schulgebäude in Hötting gehört nicht zuletzt wegen der schlüssigen Verbindung vom „neuen Lernen“ als soziales Anliegen mit einer konkreten architektonisch-ästhetischen Aussage zu den wichtigsten Bauten aus der Zwischenkriegszeit in Innsbruck.

## Arbeitsamt Innsbruck
Die Umsetzung sozialer Kriterien in die Sprache der Architektur spielte auch beim ehemaligen Innsbrucker Arbeitsamt (Schöpf-Straße, hinter dem heutigen AMS-Gebäude) eine Rolle.

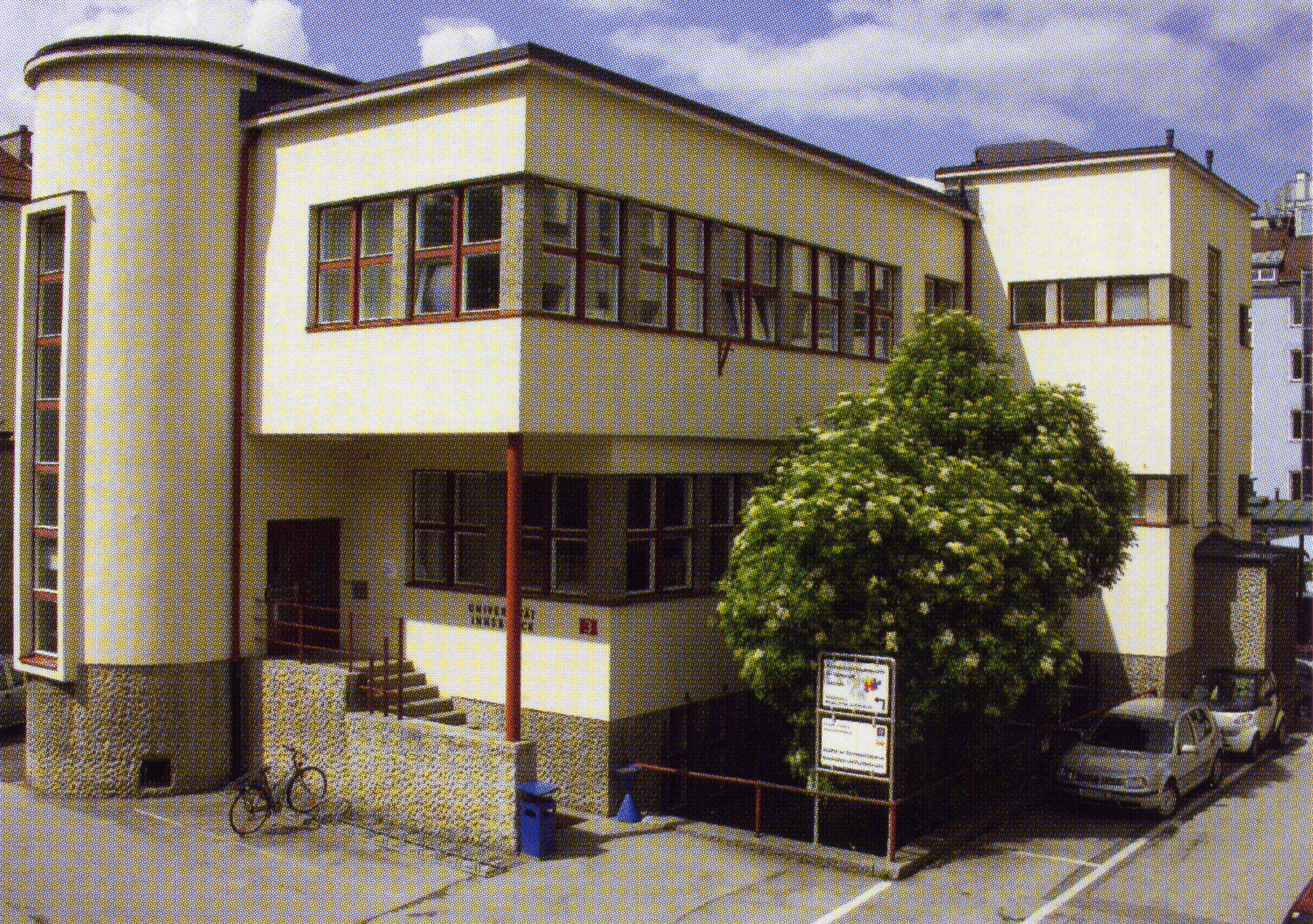
Theodor Prachensky, Arbeitsamt Innsbruck (heute Universitätsinstitut)

Theodor Prachensky errichtete auch dieses gemeinsam mit Jakob Albert in den Jahren 1931/32. Über die Bauaufgabe schrieb Friedrich Achleitner: „In den dreißiger Jahren wurden als Folge der wirtschaftlichen Lage viele Arbeitsämter gebaut. Da die Bauaufgabe traditionell nicht belastet war, hatten die Architekten Gelegenheit, durchwegs moderne Bauten zu errichten.“ Das Gebäude wird seit längerer Zeit von der Universität Innsbruck benützt und wurde innen baulich so stark verändert, dass heute nur noch seine äußere architektonische Struktur nachvollziehbar ist.
Der Bau wurde auf leicht abfallendem Gelände errichtet und diese topographische Situation dazu benützt, ihn von einem Mittelrisalit zu erschließen, der genau an der Geländekante positioniert wurde. Der zentrale Eingang wurde aber nicht von den vielen Arbeitssuchenden benützt, die es zur Zeit der Errichtung des Gebäudes gab, sondern von den Mitarbeitern. Im Innsbrucker Stadtarchiv ist nur ein schlecht erhaltener Satz an Blaupausen zum alten Arbeitsamt erhalten, es ist aber gerade noch erkennbar, dass die beiden an den Seiten bestehenden, abgerundeten Treppentürme die eigentlichen Eingänge bildeten: Einer wurde von den weiblichen, der andere von den männlichen Arbeitslosen benützt. Von dort aus erreichten die Arbeitssuchenden je einen großen Warteraum. Die weitere Inneneinrichtung war so konzipiert, dass ein möglichst flüssiger Zu- und Abgang zu den Schaltern gewährleistet war. In der mittleren Zone des Gebäudes, hinter dem Mittelrisalit, befand sich der Bereich, der den Mitarbeitern des Arbeitsamtes für ihre Beratungs- und Vermittlungstätigkeit zur Verfügung stand. Im Obergeschoss wurde dasselbe Grundrisskonzept in adaptierter Form weiterverfolgt.

## Künstler und „Stadtbaumeister“
In Bezug auf das Lebenswerk Theodor Prachenskys als Architekt müssen zwei Dinge hervorgehoben werden, sein künstlerisches Talent und seine Stellung als „Stadtbaumeister“: Die städtebauliche und architektonische Prägung, die Innsbruck aufgrund seiner Arbeit und der Jakob Alberts erfahren hat, ist wohl den wenigsten Einwohnern der Stadt bewusst. Aber schon alleine die Tatsache, dass eine Vielzahl der von ihnen realisierten Bauten nach wie vor in Funktion steht bzw. bewohnt ist, spricht für die Qualität der architektonischen Gestaltung.
Theodor Prachenskys Nachlass besteht zu einem großen Anteil aus Schaubildern. Teils kolorierte, teils unkolorierte Perspektiven geben uns heute noch beredte Auskunft über Geplantes und nicht Verwirklichtes. Der große Einsatz und Fleiß, mit dem sich Theodor Prachensky für die architektonische und städtebauliche Entwicklung seiner Heimatstadt eingesetzt hat, bleibt nicht zuletzt durch diese wertvollen Bilder unvergessen. Er starb am 23. Februar 1970 im Alter von 82 Jahren.

## Bauten und Entwürfe
- 1910/1911?: Entwurf für das Sozialdemokratisches Volkshaus in Innsbruck, Leopoldstraße / Michael-Gaismair-Straße
- 1910/1911?: Entwurf für den Tiroler Arbeiter-Konsumverein, Leopoldstraße
- 1913: Wohnhaus Prachensky, Bergiselweg 20 in Innsbruck
- 1913/1914: Wirtschaftsgebäude des Frauenschwimmbads Museumstraße in Innsbruck, Amraser-Straße / König-Laurin-Straße
- 1914: Entwurf einer Feldjägerkaserne in der Reichenau in Innsbruck
- 1914/1915: Entwurf einer Landwehr-Artillerie-Kaserne in Innsbruck
- 1915/1916: Gedenkkapelle auf dem Kriegerfriedhof (Pradler Friedhof) an der Kaufmannstraße in Innsbruck
- 1918: Wohnhaus Sonnenstraße 32 in Innsbruck
- 1919/1920: Wohnanlage Roseggerstraße 25–53 in Innsbruck
- 1922: Entwurf einer Villa für Herrn Pechanda (Standort unbekannt)
- 1922–1925: „Schlachthofblock“, Wohnhaus-Anlage der Vaterländischen Baugesellschaft, Erzherzog-Eugen-Straße 25–39 und 24–28, Matthias-Schmid-Straße 2–8 und Schlachthofgasse 8–14 (Schlachthofgasse 2, 4, 6 aus dem Jahr 1911), Innsbruck, Stadtbauamt Innsbruck, gemeinsam mit Jakob Albert (1880–1974)
- 1924: Stadtsaal-Dekoration für die Gartenbau-Ausstellung der Innsbrucker Messe in Innsbruck
- 1925: Entwurf für gedeckte Marktstände am Innrain in Innsbruck
- 1925: Gemeinde-Wohnungsbau, Mittelstandswohnungen, Schließung der Baulücken Schillerstraße, Ing.-Etzel-Straße / Goethestraße in Innsbruck
- 1925/1926: Umspannwerk, Salurner Straße 11 in Innsbruck (Stadtbauamt Innsbruck, gemeinsam mit Jakob Albert)
- 1926: Entwurf für ein Haus im Mittelgebirge bei Innsbruck
- 1926/1927: „Pembaurblock“, Wohnhausanlage der Stadt Innsbruck, Pembaurstraße 31–41 / Amthorstraße 25–27 / Pestalozzistraße 1–11 in Innsbruck (Stadtbauamt Innsbruck, gemeinsam mit Jakob Albert)

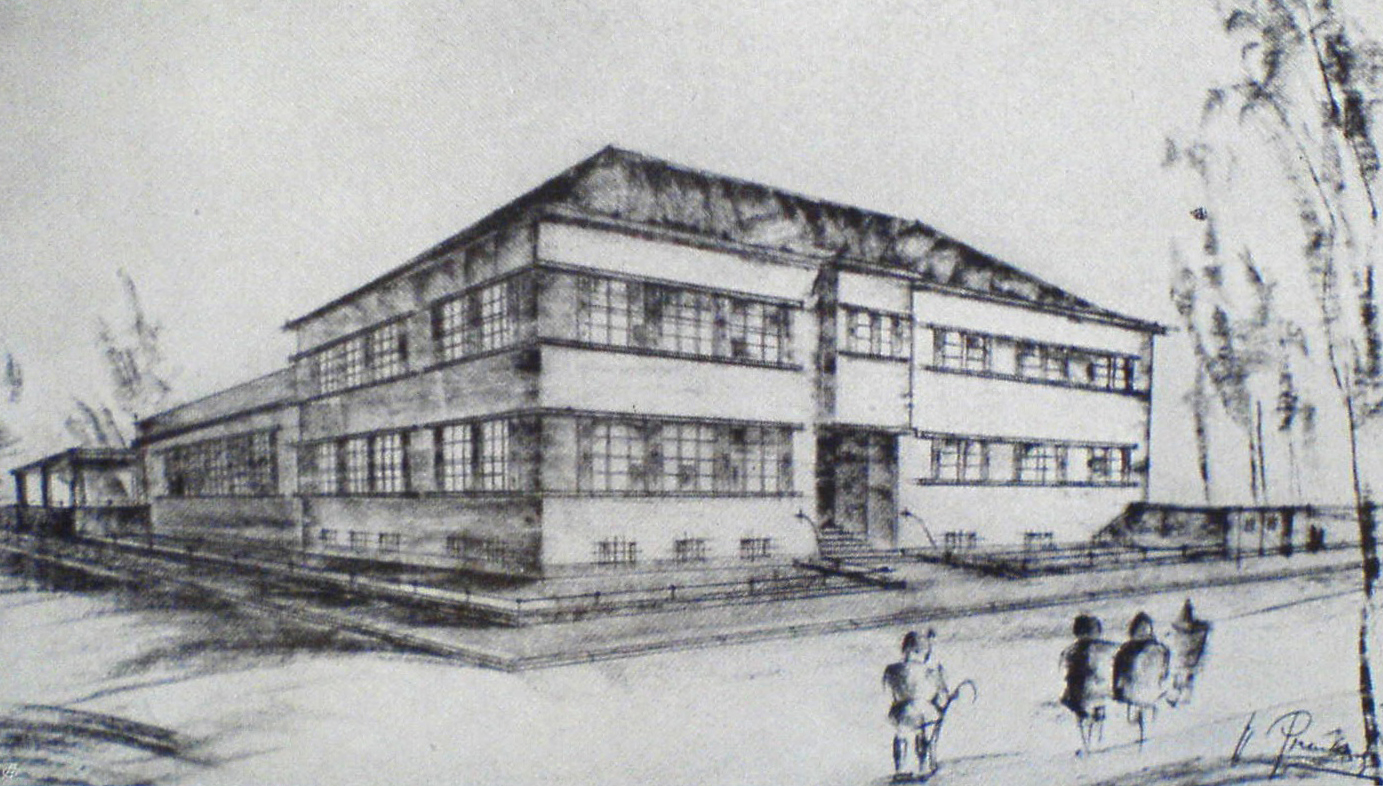
Kindergarten Egerdachstraße 1

- 1928: Städtischer Kindergarten, Pembaurstraße 20 in Innsbruck (Stadtbauamt Innsbruck, gemeinsam mit Jakob Albert)
- 1928–1936: Doppel-Haupt- und Volksschule in Pradl, „Rennerschule“, Pembaurstraße 18 in Innsbruck (Stadtbauamt Innsbruck, gemeinsam mit Jakob Albert)Mandelsbergerblock

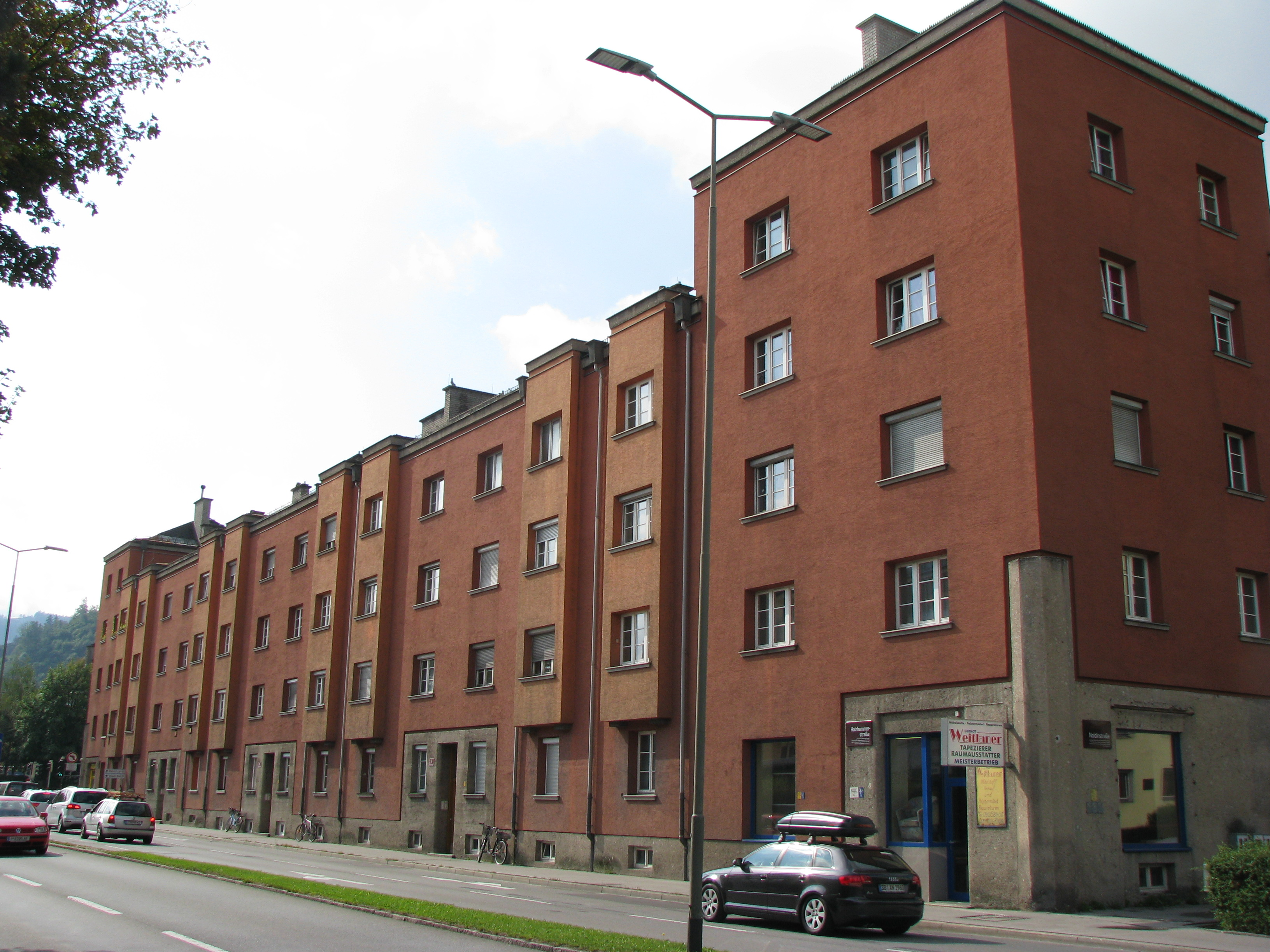
Mandelsbergerblock

- 1927–1929: Mandelsbergerblock, Noldinstraße 1–11, Mandelsbergerstraße 13–15, Holzhammerstraße 14–18 und Egger-Lienz-Straße 90–94 in Innsbruck (Stadtbauamt Innsbruck, gemeinsam mit Jakob Albert)
- 1929: Entwurf für einen Kindergarten mit Mutterberatungsstelle Wilten-West, Fürstenweg (heute Egger-Lienz-Straße) in Innsbruck
- 1929: Entwurf zu einem Wohnhaus für Herrn Simon Treichl, Friedhofsallee (spätere Friedhofstraße, heute von der Chirurgischen Klinik überbaut) in Innsbruck
- 1929–1931: Doppelwohnhaus für Viktor Stolz und Theodor Hussl, Amraser Straße 75–77 in Innsbruck (Stadtbauamt Innsbruck, gemeinsam mit Jakob Albert)
- 1930: Entwurf einer Kleinhaussiedlung an der Amraser Stadtgrenze (Stadtbauamt Innsbruck, gemeinsam mit Jakob Albert)
- 1930: Wohnanlage der Stadt Innsbruck, Rudolf-Greinz-Straße 1–11 und Kranewitterstraße 14 in Innsbruck (Stadtbauamt Innsbruck, gemeinsam mit Jakob Albert)
- 1930/1931: Hauptschule Hötting, Fürstenweg 13 in Innsbruck-Hötting (gemeinsam mit Franz Baumann)
- 1930–1932: Wohnanlage der Stadt Innsbruck, Erzherzog-Eugen-Straße 48–52, Sebastian-Scheel-Straße 2–16 (Sebastian-Scheel-Straße 18a und 18b vgl. 1946) in Innsbruck (Stadtbauamt Innsbruck, gemeinsam mit Jakob Albert)
- 1930–1932: „Sennblock“, Wohnanlage der Stadt Innsbruck, Sennstraße 14–20, Gutenbergstraße 13–19 und Verdroßplatz 1–2 in Innsbruck (Stadtbauamt Innsbruck, gemeinsam mit Jakob Albert)
- 1931/1932: Arbeitsamt (heute Außenstelle der Universität Innsbruck), Schöpfstraße 3 in Innsbruck (Stadtbauamt Innsbruck, gemeinsam mit Jakob Albert)
- 1932: Entwurf für ein Freilichttheater am Bergisel in Innsbruck
- 1932: Wohn- und Geschäftshaus „Sparkassendurchgang“, Maria-Theresien-Straße 21–25 in Innsbruck (gemeinsam mit Wilhelm Nikolaus Prachensky)
- 1933–1934: Wohnanlage für Bundesbahn-Ruheständler der Stadtgemeinde Innsbruck, Schretterstraße 1–7 / Landseestraße 2–8 in Innsbruck (Stadtbauamt Innsbruck, gemeinsam mit Jakob Albert)
- 1933–1937: Wohnbau der Gemeinnützigen Bau- und Wohnungsgenossenschaft „Christliches Volksheim“, Amraser Straße 42–50 / Hörmannstraße 7–15 in Innsbruck (Stadtbauamt Innsbruck, gemeinsam mit Jakob Albert)
- 1935/1936: Erweiterung der Glungezerhütte und Innenraumgestaltung in Tulfes bei Hall in Tirol
- 1936: Entwurf zu einem Kindergarten für die Dollfuß- und Franz-Fischer-Siedlung am Sieglangerufer in Innsbruck
- 1936: Entwurf für das Festspielhaus Dogana am Rennweg in Innsbruck
- 1936?: Entwürfe für die Innenraumgestaltung der Villa Blanka, Weiherburggasse 8 in Innsbruck
- 1936?: Entwurf für die Ausgestaltung des Kaiserschützenplatzes in Wilten, Leopoldstraße / Franz-Fischer-Straße in Innsbruck
- 1936: Entwurf zu einer Vogelwarte im Ahrental bei Vill
- 1936: Entwurfsstudie für den Autobahnhof am Südtiroler Platz in Innsbruck
- 1937: Eckhaus an der neuen Universitätsbrücke, Blasius-Hueber-Straße 12 in Innsbruck
- 1937: Hörtnaglsiedlung, Tschiggfreystraße 3–5 in Innsbruck
- 1938: Koordination der Festdekoration zum Empfang für Adolf Hitler in Innsbruck am 5. und 6. April 1938 (Dekorationsvorschläge verschiedener Architekten)
- 1938: Vorschlag für die Führung der Saggen-Pradler-Rundlinie in Innsbruck
- 1939: Schubertblock, Schubertstraße 12–18, Erzherzog-Eugen-Straße 32–36 und Mozartstraße 5–13 in Innsbruck
- 1939/1940: Wohnhaus-Anlage der Stadt Innsbruck, Sebastian-Scheel-Straße 1–23, Erzherzog-Eugen-Straße 54–56 in Innsbruck (Stadtbauamt Innsbruck, gemeinsam mit Jakob Albert)
- 1941: Wohnanlage „Sillblock“, Sebastian-Scheel-Straße 2–16b in Innsbruck (Stadtbauamt Innsbruck, gemeinsam mit Jakob Albert)
- 1941: Wohnhaus Schillerstraße 22 in Innsbruck
- 1941: Wohnanlage Speckbacherstraße 39, 41–63 und Egger-Lienz-Straße 28 bzw. Speckbacherstraße 42–52 und Franz-Fischer-Straße 37–41 in Innsbruck (Stadtbauamt Innsbruck, gemeinsam mit Jakob Albert)
- 1942: Entwurf eines Brunnens für den Hof der Wohnanlage Speckbacherstraße in Innsbruck
- 1942?: Entwurf eines Brunnens für unbekannten Standort (eventuell Wohnanlage Eichhof?) in Innsbruck
- 1942: Entwurf eines Brunnens für den Hof der Wohnanlage Langstraße / Pradl, in Verbindung mit der Grüngestaltung der Wohnanlage, (Eichhof?) Kranewitterstraße in Innsbruck
- 1942: Entwurf eines Brunnens für den Hof der Wohnanlage Eichhof / Pradl, in Verbindung mit der Grüngestaltung des Innenhofs, Kranewitterstraße in Innsbruck
- 1943: Entwurf für eine Verbauung mit Wohnhäusern und Werkstättengebäude, Kranewitterstraße in Innsbruck
- 1944: Entwurf einer Jugendbücherei, Burggraben 3 in Innsbruck
- 1945: Entwurf für das städtische Gesundheitsamt und die Berufsfeuerwehr an der Saggenstraße in Innsbruck
- 1947: Fassadengestaltung des Gebäudes Andreas-Hofer-Straße 39 in Innsbruck
- 1948: Wohnhaus Lindenstraße 26 in Innsbruck
- 1949: Entwurf für ein Freibad im Gelände oberhalb Büchsenhausen, Weiherburggasse in Innsbruck
- 1950: Entwurf für ein Freibad am Tivoli, Anton-Eder-Straße in Innsbruck
- 1950: Entwurf zum Einbau von Läden in die Baulücken Amraser Straße 16–20b in Innsbruck

### Nicht eindeutig zuordenbare Pläne, Skizzen und Schaubilder
- Inneneinrichtungen
- Villen- und Wohnhausprojekte
- Entwurf für ein Schulhaus in Kramsach
- Städtisches Molkereistübchen und Verkaufsstelle, Kapuziner-Gasse?, Innsbruck
- Kinderheim in der Leopoldstraße, Innsbruck
- Markthalle am Innrain, Innsbruck
- Universitätsklinik für Orthopädie, Innsbruck
- Isolierbaracken, Innsbruck
- 3 Arkaden bei der Erweiterung des städtischen Westfriedhofs, Innsbruck
- Entwurf für die Rathausfassade (1923), Innsbruck
- Fassaden der sog. „Gaswerkhäuser“ in Pradl, Innsbruck
- Umbau des Ferrari-Palais (zur Ferrari-Schule?), Innsbruck
- Umbau der Stadtpolizei-Wache, Burggraben, Innsbruck (mit Innenraumgestaltung)
- Polizeigebäude Bahnhof, Innsbruck (mit Innenraumgestaltung)
- Universitätsklinik für Psychiatrie, Innsbruck
- Architektonische Gestaltung des Sportplatzes „Sillhöfe“, Innsbruck
- Leihanstalt-Aufbau, Innsbruck
- Transformer-Station Innbrücke, Innsbruck
- Archiv-Aufbau Statthalterei, Innsbruck
- Hans-Hörtnagl-Siedlung, Innsbruck
- Rückwärtiger Ausbau der Weiherburg, Innsbruck (ist das Schwimmbad-Projekt hinter Schloss Büchsenhausen gemeint?)
- Magazin des Stadttheaters (heute Tiroler Landestheater, Rennweg), Innsbruck
- Neues Standesamt im Goldenen Dachl, Herzog-Friedrich-Straße, Innsbruck (mit Innenraumgestaltung)
- Kartenstelle, Igls
- Zusatzbau Klingler, Innsbruck-Hötting

### Städtebauliche Entwürfe
- Entwurf für die Verbauung von Alt-Pradl, Innsbruck
- Umgebung des alten Militärfriedhofs, Innsbruck
- Rückseite der Weiherburg, Innsbruck

### In Zusammenarbeit mit Manfred Prachensky
- Bergstation der Hungerburgbahn, Innsbruck
- Sportgeschäft Witting an der Maria-Theresien-Straße in Innsbruck
- Landhaus Kröll
- Landhaus für Dr. Zipperle in Meran
- zwei Landhäuser in St. Leonhard im Passeiertal
- Alpenhotel am Timmelsjoch
- Landhausentwurf in Obladis?

### In Zusammenarbeit mit Wilhelm Nikolaus Prachenksy
- Imbissstube Hörtnagl an der Maria-Theresien-Straße in Innsbruck

### Wettbewerbsentwürfe
- 1912: Wettbewerbsentwurf für die Verbauung der Zelgergründe (heutiges Gebiet zwischen Triumphpforte, Hotel „Holiday Inn“, Casinos-Austria- und IKB-Gebäude) (Lobende Erwähnung)
- 1918: Wettbewerbsentwurf für eine Kriegerheimstätten-Siedlung in Innsbruck (3. Preis)
- 1918: zwei Wettbewerbsentwürfe für eine Friedens- und Heldenkirche zur Hl. Familie in Innsbruck,
  - 2. Preis für den Entwurf mit dem Motto „Friede sei ihr erst Geläute“ in alleiniger Urheberschaft,
  - 3. Preis für den Entwurf mit dem Motto „Schmuckhof“ in gemeinsamer Urheberschaft mit Franz Baumann
- 1921: Wettbewerbsentwurf mit dem Motto „Maria“ für die Rosenkranzkirche in Bozen-Oberau (nicht prämiert)
- 1921: Wettbewerbsentwurf mit dem Motto „Edelweiß“ für das Kaiserschützen-Denkmal auf der Landessöhne-Gedächtnisstätte Tummelplatz in Innsbruck (1. Preis)
- 1922: Wettbewerbsentwurf mit dem Motto „St. Georg“ für das Kriegerdenkmal in Innsbruck-Hötting (1. Preis) (Überbauung des Eingangs zum Friedhof neben der Höttinger Pfarrkirche)
- 1924: Wettbewerbsentwurf mit dem Motto „Vorwärts“ für den Hauptbahnhof Innsbruck am Südtiroler Platz in Innsbruck (nicht prämiert)
- 1930: Wettbewerbsentwurf für die Doppelhauptschule in Innsbruck-Hötting
  - 1. Preis für den Entwurf in alleiniger Urheberschaft,
  - 2. Preis für den gemeinsamen Entwurf mit Franz Baumann
- 1933: Wettbewerbsentwurf für die Fassadengestaltung des Sparkassengebäudes an der Erlerstraße in Innsbruck (1. Preis; gemeinsamer Entwurf mit Wilhelm Nikolaus Prachensky)
- o. J.: Wettbewerbsentwurf für die Universitätsverbauung in Innsbruck